# Troms
Troms é um dos 15 condados da Noruega. Tem 166 499 habitantes (2025). É limitado a norte pelo condado de Finnmark, a leste pelo condado sueco de Norrbotten e pela província finlandesa da Lapônia, a sul pelaa Nordland, e a oeste pelo mar da Noruega. Está localizado acima do círculo polar ártico, na região histórico-cultural da Lapônia.
O seu centro administrativo (”capital”) está na cidade de Tromsø.

Em 1 de janeiro de 2020, os condados de Troms e Finnmark, e o município de Tjeldsund, foram fundidos no novo condado de Troms og Finnmark. 

Em 1 de janeiro de 2024, o condado de Troms og Finnmark foi dissolvido, e Troms e Finnmark passaram a ser condados próprios.

## História
Durante a Era Viquingue, a região pertencia a Halogalândia, o mais setentrional dos domínios viquingues, conhecido nas Sagas nórdicas como o último reino viquingue ao norte. Acima das fronteiras de Halogalândia habitavam apenas os Lapões, nômades cujo tronco cultural e étnico é fino-báltico, diferentemente dos viquingues e do atual povo norueguês, que descendem de tribos germânicas. Halogalândia mais tarde se tornou parte do Reino da Noruega sob o domínio de Haroldo Cabelo Belo. No século XI, travou-se na região a Batalha de Stiklestad, um célebre evento no processo de cristianização da Noruega e que resultou na canonização de Olavo II da Noruega, um dos poucos santos de origem norueguesa reconhecidos pela Igreja Católica.

## Cidades
As principais cidades são:

- Tromsø (41 915)
- Harstad (21 289)
- Tromsdalen (18 202)
- Kvaløysletta (8 868)

## Comunas
- Bardu
- Berg
- Balsfjord
- Bjarkøy
- Dyrøy
- Gratangen
- Harstad
- Ibestad
- Kåfjord
- Kvænangen
- Karlsøy
- Kvæfjord
- Lavangen
- Lenvik
- Lyngen
- Målselv
- Nordreisa
- Salangen
- Skjervøy
- Skånland
- Sørreisa
- Storfjord
- Tranøy
- Torsken
- Tromsø